# 프랑스 핸드볼 국가대표팀

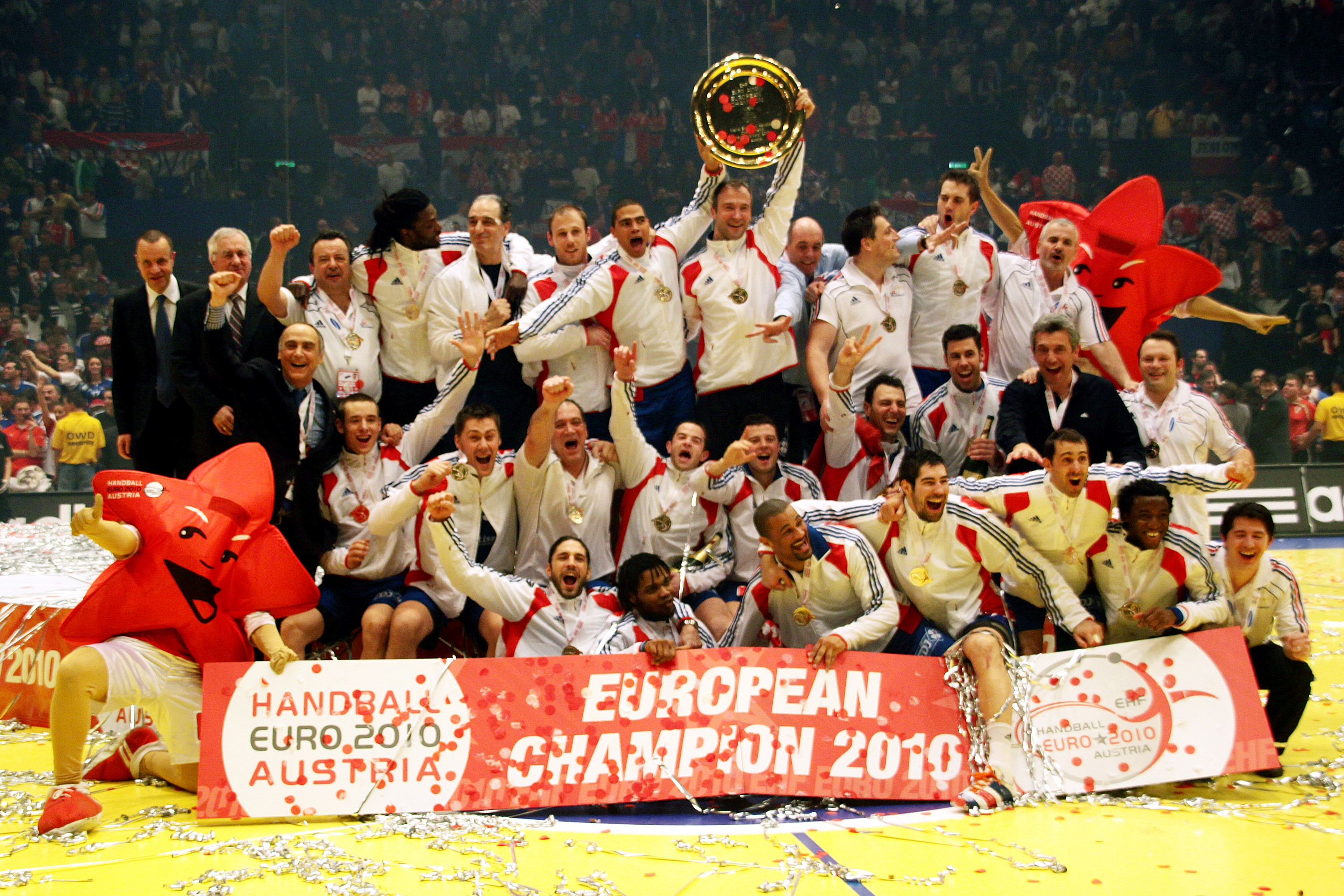

프랑스 핸드볼 국가대표팀(프랑스어: Équipe de France de handball)은 프랑스를 대표하여 국제 경기에 참가하는 핸드볼 국가대표팀이며, 프랑스 핸드볼 연맹이 운영하고 있다. 세계에서 가장 화려한 성적을 내고 있는 핸드볼 국가대표팀 중 하나로 러시아 이후로 핸드볼 역사상 두 번째로 올림픽, 세계 선수권 대회, 대륙 선수권 대회를 모두 우승한 국가대표팀이다.